# Conceição da Feira
Conceição da Feira es un municipio brasileño del estado de Bahía, localizado en la Región Metropolitana de Feria de Santana. Su población estimada en 2010 era de 20.406 habitantes.